# Romaro Gill
Romaro Gill (Parrocchia di Saint Thomas, 2 ottobre 1994) è un cestista giamaicano.